# Zdzisław Motyka
Zdzisław Motyka (ur. 23 stycznia 1907 w Zakopanem, zm. 21 marca 1969 w Krakowie) – narciarz, lekkoatleta, olimpijczyk z St. Moritz 1928 i Lake Placid 1932.

## Kariera
Był jednym z najlepszych polskich biegaczy na nartach. Pierwszy większy sukces odniósł, wygrywając silnie obsadzony bieg juniorów na 10 kilometrów w Tatrzańskiej Łomnicy. Był wielokrotnym mistrzem Polski w biegu na 18 km (1930, 1931), w biegu na 50 km (1929–1931) oraz w sztafecie 5 × 10 km (1927, 1928). W okresie letnim (przygotowując się do sezonu narciarskiego) startował w biegach długich. Był brązowym medalistą mistrzostw Polski w biegu na 10 000 m (1928) oraz w biegu przełajowym (1927, 1928). Startował również w maratonie.
Na igrzyskach olimpijskich w 1928 w biegu na 18 km zajął 23. miejsce. W tym samym biegu na kolejnych igrzyskach olimpijskich w Lake Placid zajął 32. miejsce. W Lake Placid startował również w biegu na 50 km, którego jednak nie ukończył. Podczas pobytu w Stanach Zjednoczonych pobił rekord świata w biegu na 102. piętro Empire State Building.
Po zakończeniu kariery sportowej był trenerem i działaczem sportowym.
Jego stryjecznym bratem był Stanisław Motyka, narciarz, taternik i olimpijczyk z St. Moritz.
Zmarł w Krakowie. Został pochowany na Nowym Cmentarzu przy ul. Nowotarskiej w Zakopanem (sektor L-3-7).

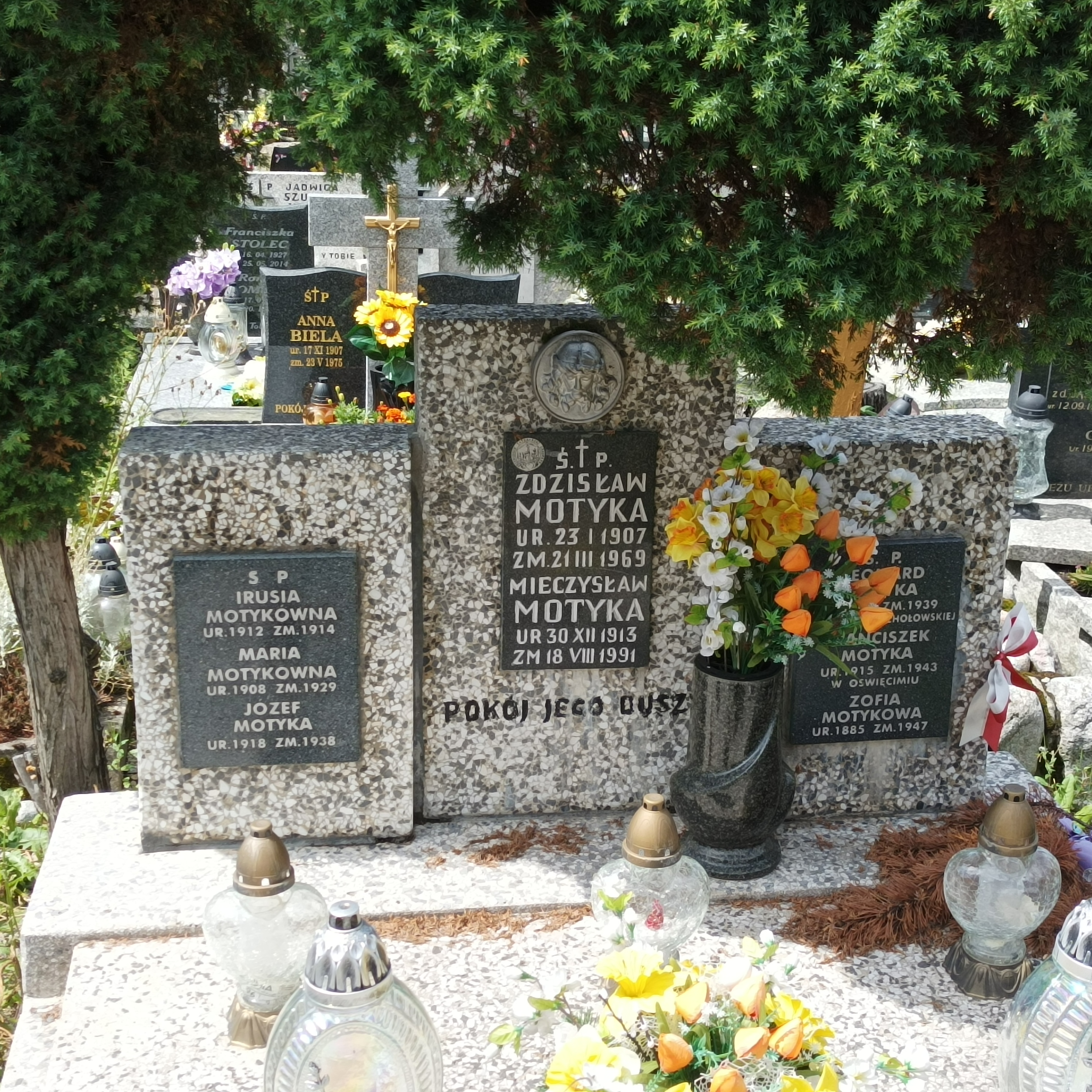
Grób Zdzisława Motyki na Nowym Cmentarzu w Zakopanem

## Ordery i odznaczenia
- Brązowy Krzyż Zasługi (19 marca 1931)[3]